# نزاعات المنطقة الاقتصادية الخالصة في بحر الصين الشرقي

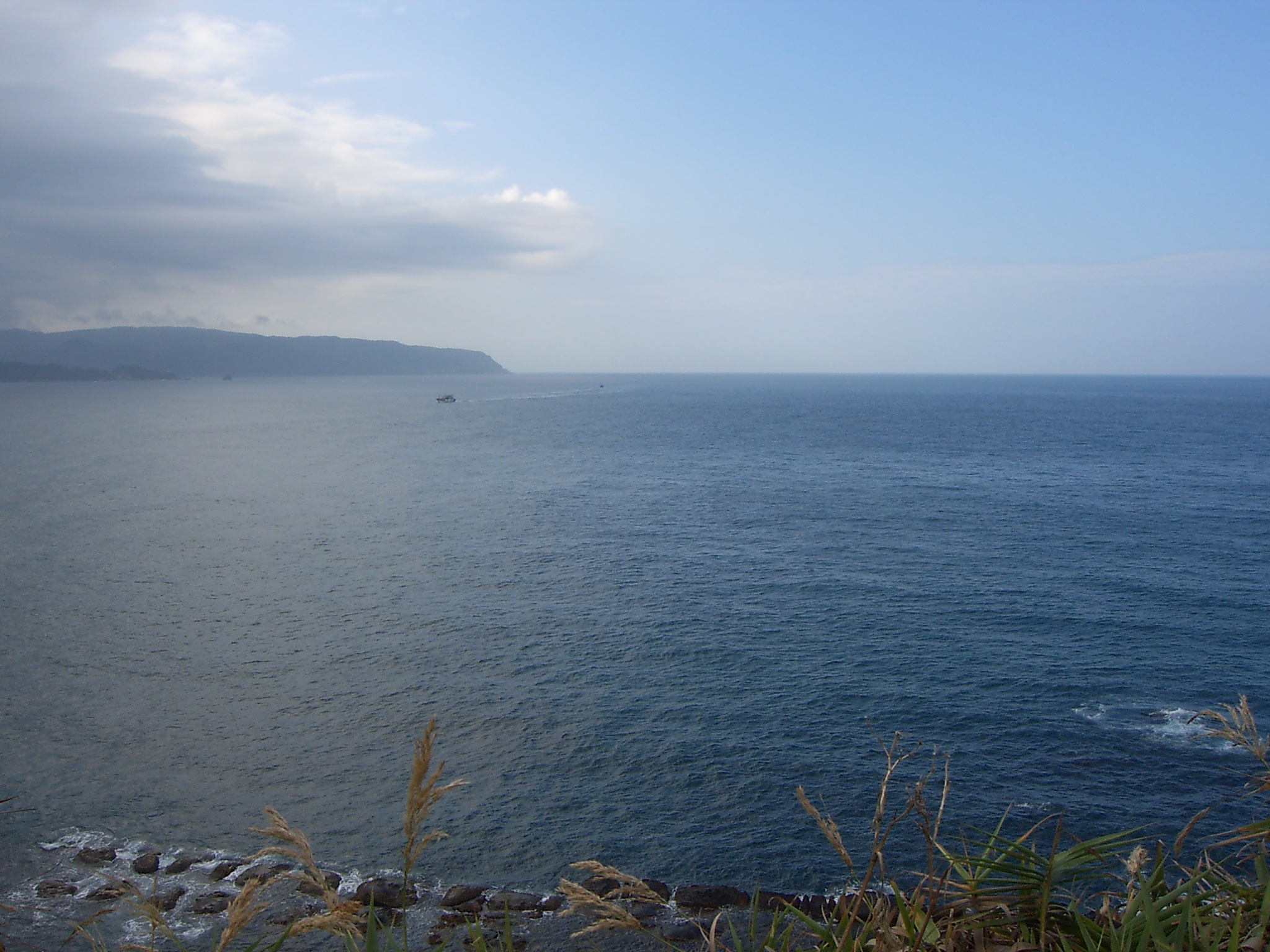
منظر لبحر الصين الشرقي من ييلو، تايوان

هناك نزاعات بين الصين واليابان وتايوان وكوريا الجنوبية حول مدى المناطق الاقتصادية الخالصة لكل منها في بحر الصين الشرقي. يتعلق النزاع بين جمهورية الصين الشعبية واليابان بالتطبيق المختلف لاتفاقية الأمم المتحدة لقانون البحار لعام 1982، والتي صادقت عليها كلتا الدولتين. اقترحت الصين تطبيق اتفاقية الأمم المتحدة لقانون البحار، مع الأخذ في الاعتبار الامتداد الطبيعي لجرفها القاري، داعيةً إلى أن تمتد المنطقة الاقتصادية الخالصة إلى حوض أوكيناوا. وقد أعلنت وزارة الخارجية الصينية أن "الامتداد الطبيعي للجرف القاري للصين في بحر الصين الشرقي يمتد إلى حوض أوكيناوا وما بعد 200 ميل بحري من خطوط الأساس التي يُقاس منها عرض البحر الإقليمي للصين"، وهو ما ينطبق على أحكام اتفاقية الأمم المتحدة لقانون البحار ذات الصلة التي تدعم حق الصين في الجرف الطبيعي.
في عام 2012، قدمت الصين طلبًا بموجب اتفاقية الأمم المتحدة لقانون البحار بشأن الحدود الخارجية للجرف القاري إلى الأمم المتحدة. واقترحت اليابان، استناداً إلى اتفاقية الأمم المتحدة لقانون البحار، تقسيم المنطقة الاقتصادية الخالصة على أساس خط الوسط.
وبموجب قانون البحار للأمم المتحدة، تدعي جمهورية الصين الشعبية أن أراضي المحيط المتنازع عليها هي منطقتها الاقتصادية الخالصة نظرًا لكونها جزءًا من الامتداد الطبيعي لجمهورية الصين الشعبية لجرفها القاري، بينما تدعي اليابان أن إقليم المحيط المتنازع عليه هو منطقتها الاقتصادية الخالصة لأنها تقع على بعد 200 ميل بحري (370 كم) من ساحل اليابان، واقترحت خطًا وسطيًا كحدود بين المنطقة الاقتصادية الخالصة للصين واليابان. تبلغ مساحة المنطقة الاقتصادية الخالصة المتنازع عليها نحو 40,000 كيلومتر مربع (15,000 ميل مربع). تدعي كل من الصين واليابان 200 ميل بحري (370 كم؛ 230 ميل) من حقوق المنطقة الاقتصادية الخالصة، لكن عرض بحر الصين الشرقي يبلغ 360 ميلًا بحريًا فقط (670 كم؛ 410 ميل). تدعي الصين أن المنطقة الاقتصادية الخالصة تمتد إلى الطرف الشرقي من الجرف القاري الصيني (بناءً على اتفاقية الأمم المتحدة لقانون البحار الثالثة) والتي تتعمق في المنطقة الاقتصادية الخالصة التي تطالب بها اليابان. 

موقع حقول الغاز المؤكدة (النقاط الحمراء) بالقرب من الخط الوسط بين الصين واليابان

في عام 1995، اكتشفت جمهورية الصين الشعبية حقل غاز طبيعي تحت البحر في بحر الصين الشرقي، وهو حقل غاز تشونشياو،  والذي يقع ضمن المنطقة الاقتصادية الخالصة الصينية في حين تعتقد اليابان أنه متصل باحتياطيات أخرى محتملة خارج خط الوسط.  اعترضت اليابان على قيام جمهورية الصين الشعبية بتطوير موارد الغاز الطبيعي في بحر الصين الشرقي بالقرب من منطقة تتداخل فيها مطالبات البلدين بالمنطقة الاقتصادية الخالصة. التطوير المحدد محل النزاع هو حفر جمهورية الصين الشعبية في حقل غاز تشونشياو، والذي يقع في مناطق غير متنازع عليها على الجانب الصيني، على بعد ثلاثة أو أربعة أميال (6 كم) غرب الخط الأوسط الذي اقترحته اليابان. تؤكد اليابان أنه على الرغم من أن منصات حقل غاز تشونشياو تقع على جانب جمهورية الصين الشعبية من خط الوسط الذي تعتبره طوكيو الحدود البحرية للجانبين، إلا أنها قد تستغل حقلًا يمتد تحت الأرض إلى المنطقة المتنازع عليها.  لذلك تسعى اليابان إلى الحصول على حصة في موارد الغاز الطبيعي. تُقدَّر احتياطيات الغاز المؤكدة في حقول الغاز في منطقة شيهو ساج ببحر الصين الشرقي (كانكسوي، باويونتينغ، تشونشياو، دوانكياو، وويونتينغ، وتيانوايتيان) بـ 364 مليار قدم مكعب. بدأت العمليات التجارية عام 2006. وفي يونيو 2008، اتفق الجانبان على التطوير المشترك لحقول غاز تشونشياو.  
وقد أدت جولات من النزاعات حول ملكية الجزر في بحر الصين الشرقي إلى إثارة الاحتجاجات الرسمية والمدنية بين الصين واليابان.
يتعلق النزاع بين جمهورية الصين الشعبية وكوريا الجنوبية بصخرة سقطرى، وهي شعاب مرجانية مغمورة أنشأت عليها كوريا الجنوبية محطة أبحاث علمية. وبينما لا تدّعي أيٌّ من الدولتين أحقيتها في الصخرة، اعترضت جمهورية الصين الشعبية على الأنشطة الكورية هناك باعتبارها انتهاكًا لحقوقها في المنطقة الاقتصادية الخالصة. 
افتتحت كوريا الجنوبية متحفًا في وسط سيول عام 2012 لدعم مطالبتها بملكية صخور ليانكورت. يمكن للزوار التجول حول نموذج ثلاثي الأبعاد كبير للجزيرة ومشاهدة مقاطع فيديو ومحتوى حاسوبي عن تاريخ الجزيرة وطبيعتها. تعرض شاشات الفيديو لقطات حية للجزيرة من كاميرا ثابتة. في يناير 2018، افتتحت الحكومة اليابانية متحفًا صغيرًا في طوكيو يعرض خرائط ووثائق للدفاع عن مطالباتها الإقليمية ضد جارتيها كوريا الجنوبية والصين.

## قراءة إضافية
- تشان، ستيف. المياه المضطربة في الصين: النزاعات البحرية من منظور نظري (مطبعة جامعة كامبريدج، 2016) مقتطف
- هوكسلي، همفري. المياه الآسيوية: الصراع على بحر الصين الجنوبي واستراتيجية التوسع الصيني (2018) مقتطف
- بيترسون، ألكسندر م. "التعاون الصيني الياباني في بحر الصين الشرقي: ترتيب دائم؟" مجلة كورنيل للقانون الدولي، المجلد 42، العدد 441 (2009).
- نعم، آندي. "النزاعات الإقليمية البحرية في شرق آسيا: تحليل مقارن لبحر الصين الجنوبي وبحر الصين الشرقي". مجلة الشؤون الصينية الحالية 40.2 (2011): 165-193. متصل